# Эфрат (организация)
Эфрат — израильская орагинизация по борьбе с абортами. Распространяет пояснительные материалы и предлагает экономическую помощь беременным женщинам, рассматривающим возможность аборта.
Название «Эфрат» происходит из библейской книги «I Паралипоменон», где Эфрат — жена Халева (по еврейской традиции это Мириам).
Мидраш Раб пишет: «Почему она называется Efrat? Потому что Израиль был плодотворным („paru“) и умножается через неё». Это связано с тем, что после указа фараона об убийстве детей израиля, она продолжила принимать роды и спасла жизни многих детей.
Пояснительные материалы Эфрата демонстрируют качество жизни плода на разных стадиях беременности с целью показать, что плод — это человеческая жизнь. Кроме того, организация свидетельствует о медицинских опасностях, вызываемых абортом, рассказывает о женщинах, у которых был аборт, и позже пожалевших об этом, и также повествует о женщинах, которые планировали сделать аборт, но в конечном итоге этого не сделали.
С начала XXI века организация сконцентрировалась на оказании финансовой поддержки беременных женщин, которые планируют сделать аборт из-за своего экономического положения.
Подход организации иллюстрируется следующей цитатой, приведённой на веб-сайте Efrat:

- Что такое аборт? Аборт означает прекращение жизни ребенка, который недостаточно развит, чтобы выжить вне его матери.
- Хотя подавляющее большинство абортов осуществляется по социально-экономическим причинам, аборт не решает финансовые или социальные трудности. Очень часто психологические шрамы, вызванные абортом, только усложняют существующие проблемы. Иногда для решения этих проблем требуется целая жизнь.
- Экономические и социальные проблемы могут быть решены. Ситуации могут — и действительно — меняются. Но жизнь никогда не может быть восстановлена.

Основные офисы организации расположены в Иерусалиме и возглавляются доктором Эли Дж. Шуссхаймом и, по данным веб-сайта организации, 2800 добровольцев работают на улицах Израиля.
Согласно публикациям организации, в 2006 году она предотвратила аборты около 2600 плодов и в целом предотвратила около 25 000 абортов по состоянию на 2007 год.

## Критика
Различные организации, в том числе Мишпаха Хадаша («Новая семья»), напали на Эфрат. Основная жалоба заключается в том, что религиозная позиция организации поддерживает защиту беременности практически любой ценой и может привести к тому, что мать и ребёнок будут несчастны, например, в случаях подростковой беременности или беременности, которая связана с медицинской опасностью.
Закон, предложенный членом Кнессета Решефом Чайном из Шинуя, попытался помешать Эфрату предоставлять информацию женщинам, рассматривающим аборты, на основании того, что он считал, что они преследуют беременную женщину. Закон не был принят, и некоторые легалисты напали на него.
В 2012 году послы «Эфрат» подверглись критике за то, что они предложили беременному подростку не делать аборт, потому что подростковая пара позже попыталась покончить жизнь самоубийством.
В ответ Эфрат утверждает, что позиция, противоположная аборту, является законной, и что во многих случаях повторный аборт сделает женщину несчастной. Кроме того, организация заявляет, что она не принуждает женщин не выполнять аборты и предоставляет только информацию. Она также стремится обеспечить, чтобы женщины не совершали аборт из-за экономических проблем.